# أب مفترض
الأب المفترض هو الرجل الذي لم تثبت علاقته القانونية بطفل، ولكن يزُعم أو يدعي أنه قد يكون الأب البيولوجي لطفل ولد من امرأة لم يكن متزوجًا منها وقت ولادة الطفل.

## الولايات المتحدة
لا يوجد تعريف موحد لكلمة «أب» قانونيًا في جميع أنحاء الولايات المتحدة. لا تقدم ثلاث ولايات تعريفًا قانونيًا لهذا المصطلح على الإطلاق وهي: نبراسكا ونيويورك وكارولينا الشمالية وكذلك مقاطعة كولومبيا وساموا الأمريكية وجزر العذراء الأمريكية. ومع ذلك، فإن العديد من الولايات لديها تعريفات لفئات مختلفة للآباء غير المتزوجين، والولايات التي تعرف مصطلح «الأب المفترض» بموجب القانون 10 ولايات وهي: ألاباما  وأركنساس وإنديانا وآيوا ومين ومونتانا ونيفادا وأوهايو وأوكلاهوما وداكوتا الجنوبية.